# Мятеж (роман)
«Мятеж» — роман Дмитрия Фурманова 1925 года о Верненском мятеже 1920 года. Роман состоит из 3-х частей.

## Сюжет
В марте 1920 года начинается путь из Ташкента в Верный. По дороге обсуждаются проблемы отсутствия городского пролетариата в Верном. По железной дороге добираются до станции Бурной. Затем 600 вёрст до Верного конной повозкой едут по Семиреченскому тракту. Фурманов, как уполномоченный реввоенсоветом проводит собрания с жителями попутных сёл и городов. Неспокойная ситуация грозит повторением Семиреченского восстания четырёхлетней давности и столкновениями между киргизами и русскими крестьянами. На протяжении пути становится ясно плачевное состояние инфраструктуры и ощущение надвигающейся беды, что следует из собраний в Аулие-Ате, Мерке и Пишпеке.
В Верном началась работа по построению работы уездного совета. Осложнения вызывали боевые действия в Лепсинском уезде, нападения басмачей и казаков, нехватка еды вследствие Гражданской войны. Требуется срочное приведения тыла в нормальное состояние - распашка земель, восстановление и так скудной промышленности, выявление неблагожелательных элементов. Приходилось отбивать Сергиополь, Бахты, Маканчи. Население боялось, что после окончательного установления красной власти снова начнут набирать рекрутов на германский фронт. Среди пленных началась оспа.
Ситуация осложнялась. Крестьяне не хотели отдавать хлеб по продразвёрстке голодному центру, бойцы Красной армии хотели разойтись по домам, киргизы, вернувшиеся из Китая, не имели ни дома, ни земли, ни скота. Генерал Щербаков отказался помочь советской власти. 25-й и 26-й полки приближались к Верному на неделю раньше срока (11-е июня вместо 18-го) с неизвестными намерениями. 
С целью нормализации ситуации 10 июня 1920 года была созвана беспартийная конференция красноармейцев. Они были недовольны действиями на Семиреченском фронте и возможным вооружением киргизов. 12 июня солдаты Верненского гарнизона пошли на захват крепости. В распоряжении Фурманова осталось не более 400 бойцов, большая часть из которых была мусульманами. 13 июня 1920 года мятежниками был создан Боевой совет, поддержанный частью населения Верного. Требования Военного совета включали полную передачу военной власти этому органу, ТурЦИК молчал. 14 июня Пишпек становится на осадное положение. В Верном захвачены Фурманов и члены реввоенсовета, Боесовет утверждает, что не имеет к этому отношения. 15 июня было принято решение об объединении всех советов в городе в новый общий, это решение было утверждено в Ташкенте 16 июня 1920 года.

## Исторические персонажи
- Дмитрий Фурманов — уполномоченный реввоенсоветом
- Михаил Фрунзе — командующий Туркестанского фронта
- Николай Щербаков — генерал-майор генерального штаба русской армии, военный губернатор Семиреченской области
- Иван Белов — начальник дивизии
- Г. Чеусов — глава мятежников, начальник милиции Верного
- Багаутдин Шегабутдинов (Шагабутдинов) — военный комиссар Семиреченской области
- Пимен (Белоликов) — епископ Семиреченский и Верненский, убитый в роще Баума красноармейцами из карательного отряда Ивана Мамонтова, отозванного с Семиреченского фронта[1]. По версии романа: «Безотчётность, безответственность… хулиганство мамонтовского отряда дошло до того, что из домашней церкви пьяной ватагой был выхвачен архиерей и за городом расстрелян без суда, без предъявления должных обвинений»[2]. По другим данным, убийство владыки было согласовано с местными руководящими советскими работниками, по тайному распоряжению Верненского исполкома и оформлено решением «полевого суда»[3]

## Реакция
Советский писатель А. С. Серафимович назвал Фурманова «художником революции». Дмитрий Андреевич читал главы своего произведения на квартире у Серафимовича. После встречи Александр Серафимович сам прочел книгу и впоследствии признался:
Я читал всю ночь напролет, не в силах оторваться, перечитывал отдельные куски, потом долго ходил, потом опять перечитывал. 
И я не знал, хорошо это написано или плохо, потому что не было передо мной книги, не было комнаты, - я был в Туркестане, среди его степей, среди его гор, среди населения, типов, обычаев, лиц; среди удивительной революционной работы...

## Город Верный в произведении
Роман Дмитрия Фурманова становится одним из первых литературных произведений, в котором фигурирует Верный, ныне Алма-Ата. Город является частью произведения, мелькая на втором плане повествования.
В романе упоминаются такие знаковые места как Туркестанский собор, «Парк борцов, павших за свободу», а также многие здания, которые по состоянию на 2018 год не существуют.

## Постановки и экранизации
В 1926 году Фурманов в соавторстве с профессиональным драматургом С. Поливановым (настоящая фамилия Шенфельд Наум Осипович) создал и напечатал в издательстве "Военный вестник" произведение "Мятеж" в виде драмы в восьми картинах; к пьесе было издано приложение - режиссерские комментарии заслуженного артиста, директора театра имени МГСПС Е. Любимого-Ланского
Первая экранизация произведения была в 1928 году — фильм «Мятеж» был поставлен Семёном Тимошенко.
Постановку одноименного телеспектакля в 1968 осуществил Заслуженный артист РСФСР Алексей Зубов, а задействованы актеры театра им. Моссовета. 
В1980 году выходит телеспектакль МХАТ, режиссёр Всеволод Шиловский.
Кроме многочисленных спектаклей, была поставлена опера.